# Karl-Heinz Schmelovsky
Karl-Heinz Schmelovsky (* 10. Februar 1930 in Böhmisch-Leipa, tschechisch Česká Lípa; † 19. Mai 2013) war ein deutscher Physiker und Elektroniker mit dem Spezialgebiet der Signalverarbeitung in der Satellitenkommunikation.

## Leben und Wirken
Nach dem Abitur in Ribnitz studierte Schmelovsky von 1949 bis 1954 Physik an der Universität Rostock. Anschließend war er ab 1955 wissenschaftlicher Mitarbeiter und später Gruppenleiter am Observatorium für Ionosphärenforschung Kühlungsborn. Gegenstand seiner wissenschaftlichen Arbeit war speziell die Untersuchung der äußeren Ionosphäre und deren regelmäßigen Variationen, wozu die Signale sowjetischer Erdsatelliten ausgewertet wurden. Zu diesem Thema verfasste er 1962 seine Habilitationsschrift. Sein wissenschaftlicher Förderer war Ernst August Lauter. Ab 1964 war er Dozent und später Honorarprofessor an der Universität Rostock. 1967 wurde er Bereichsdirektor am Institut für Schwingungsforschung des Heinrich-Hertz-Instituts der Deutschen Akademie der Wissenschaften (DAW). Ab 1972 war er Bereichsdirektor der Forschungsstelle für kosmische Elektronik an der DAW. Diese Forschungseinrichtung wurde in das Institut für Elektronik und 1981 in das Institut für Kosmosforschung der Akademie der Wissenschaften der DDR überführt. 1983 wurde er zum ordentlichen Professor an der Akademie der Wissenschaften der DDR berufen. Ende der 1980er Jahre widmete er sich Problemen der industriellen Automatisierung. Neben seiner wissenschaftlichen Publikationstätigkeit besaß er zahlreiche Patente.
Seit 1970 war Schmelovsky korrespondierendes und seit 1979 ordentliches Mitglied der Akademie der Wissenschaften der DDR. 1976 erhielt er im Kollektiv den Nationalpreis der DDR I. Klasse und 1986 den Ehrentitel Hervorragender Wissenschaftler des Volkes. Von 1949 bis 1960 war er Mitglied der CDU der DDR.